# Internacionalizam ili rusifikacija?
Internacionalizam ili rusifikacija? je naslov programske knjige ukrajinskog pisca i disidenta Ivana Dzjube, tiskane 1965. godine u sklopu aktivne rusifikacije ukrajinskih društvenih i političkih institucija u Sovjetskom Savezu. Rukopis «Internacionalizam ili Rusifikacija?» je do danas ostao vrlo cijenjen manifest među bivšim ukrajinskim disidentima i općenito ukrajinskim intelektualcima. Autor Ivan Dzjuba je u svojim prepirkama sa sovjetskim vlastima prikladno citirao Lenjina te je kritizirao napuštanje Lenjinove nacionalne politike na korist prikrivene planske asimilacije. 
U svojoj knjizi autor je naglasio drastične razlike između prethodnog sovjetskog razdoblja u kojem je ukrajinska kultura imala ravnopravan status s ruskom, što se nakon procesa staljinizacije pretvorilo u brzu plansku asimilaciju ukrajinske kulture i jezika. U svojim oštrim kritikama Dzjuba je otišao toliko daleko da je asimilacijsku politiku u sovjetskoj Ukrajini usporedio s onom kolonijalističkom u doba ruskog carizma. Ipak, nije dovodio u pitanje cjelovitost Sovjetskog Saveza i Ukrajinu nije zagovarao izvan sovjetskih okvira.  Naprotiv, tada je zagovarao originalnost Lenjinove doktrine.

## Vanjske poveznice
- Biography and work of Ivan Dziuba
- “Internationalism or Russification” by the literary critic Ivan Dzyuba
- A study in the Soviet nationalities problem: Internationalism or Russification?